# NAWIRA Sevens 2008
NAWIRA Sevens 2008 – piąte mistrzostwa strefy NAWIRA w rugby 7 mężczyzn, oficjalne międzynarodowe zawody rugby 7 o randze mistrzostw kontynentu organizowane przez North America and West Indies Rugby Association mające na celu wyłonienie najlepszej męskiej reprezentacji narodowej w tej dyscyplinie sportu w strefie NAWIRA, które odbyły się wraz z turniejem żeńskim w Nassau na Bahamach w dniach 25–26 października 2008 roku. Turniej służył również jako kwalifikacja do Pucharu Świata 2009.

## Informacje ogólne
Bahamas Rugby Football Union otrzymał prawa do organizacji zawodów w grudniu 2007 roku. W rozegranym w Winton Rugby Centre w Nassau turnieju początkowo miało wziąć udział jedenaście zespołów, jednak przed rozpoczęciem turnieju wycofały się drużyny reprezentujące Jamajkę oraz Saint Vincent i Grenadyny. O medale tej imprezy oraz dwa miejsca w Pucharze Świata 2009 walczyło zatem dziewięć reprezentacji podzielonych na trzy trzyzespołowe grupy rywalizujące systemem kołowym. Pełniąca rolę ćwierćfinałów druga faza grupowa odbyła się dzień później – po dwie najlepsze zespoły z każdej grupy awansowały do turnieju Cup, trzecie zaś do Plate. Obydwa te turnieje ponownie rozgrywane były systemem kołowym w trzech trzyzespołowych grupach, po czym odbyła się faza pucharowa. Spotkania w rozgrywkach grupowych toczone były bez ewentualnej dogrywki, za zwycięstwo, remis i porażkę przysługiwało odpowiednio trzy, dwa i jeden punkt, brak punktów natomiast za nieprzystąpienie do meczu.
Zgodnie z oczekiwaniami zawody zdominowały zespoły Stanów Zjednoczonych i Kanady, które bez porażki awansowały do finału zawodów, gdzie lepsi okazali się reprezentanci USA. Zawodnicy z Gujany zostali zaś mistrzami Karaibów.

## Pierwsza faza grupowa

### Grupa A
| 25 października 2008 | Bermudy | 10:5 | Meksyk | Winton Rugby Centre, Nassau |
| 25 października 2008 |         | 10:5 |        | Winton Rugby Centre, Nassau |

| 25 października 2008 | Stany Zjednoczone | 52:0 | Meksyk | Winton Rugby Centre, Nassau |
| 25 października 2008 |                   | 52:0 |        | Winton Rugby Centre, Nassau |

| 25 października 2008 | Stany Zjednoczone | 31:0 | Bermudy | Winton Rugby Centre, Nassau |
| 25 października 2008 |                   | 31:0 |         | Winton Rugby Centre, Nassau |

### Grupa B
| 25 października 2008 | Trynidad i Tobago | 12:0 | Bahamy | Winton Rugby Centre, Nassau |
| 25 października 2008 |                   | 12:0 |        | Winton Rugby Centre, Nassau |

| 25 października 2008 | Kanada | 48:0 | Bahamy | Winton Rugby Centre, Nassau |
| 25 października 2008 |        | 48:0 |        | Winton Rugby Centre, Nassau |

| 25 października 2008 | Kanada | 26:0 | Trynidad i Tobago | Winton Rugby Centre, Nassau |
| 25 października 2008 |        | 26:0 |                   | Winton Rugby Centre, Nassau |

### Grupa C
| 25 października 2008 | Kajmany | 27:0 | Barbados | Winton Rugby Centre, Nassau |
| 25 października 2008 |         | 27:0 |          | Winton Rugby Centre, Nassau |

| 25 października 2008 | Gujana | 34:0 | Barbados | Winton Rugby Centre, Nassau |
| 25 października 2008 |        | 34:0 |          | Winton Rugby Centre, Nassau |

| 25 października 2008 | Gujana | 10:0 | Kajmany | Winton Rugby Centre, Nassau |
| 25 października 2008 |        | 10:0 |         | Winton Rugby Centre, Nassau |

## Druga faza grupowa

### Cup 1
| 26 października 2008 | Stany Zjednoczone | 35:10 | Trynidad i Tobago | Winton Rugby Centre, Nassau |
| 26 października 2008 |                   | 35:10 |                   | Winton Rugby Centre, Nassau |

| 26 października 2008 | Gujana | 5:0 | Trynidad i Tobago | Winton Rugby Centre, Nassau |
| 26 października 2008 |        | 5:0 |                   | Winton Rugby Centre, Nassau |

| 26 października 2008 | Stany Zjednoczone | 41:7 | Gujana | Winton Rugby Centre, Nassau |
| 26 października 2008 |                   | 41:7 |        | Winton Rugby Centre, Nassau |

### Cup 2
| 26 października 2008 | Kanada | 41:0 | Kajmany | Winton Rugby Centre, Nassau |
| 26 października 2008 |        | 41:0 |         | Winton Rugby Centre, Nassau |

| 26 października 2008 | Bermudy | 17:0 | Kajmany | Winton Rugby Centre, Nassau |
| 26 października 2008 |         | 17:0 |         | Winton Rugby Centre, Nassau |

| 26 października 2008 | Kanada | 47:0 | Bermudy | Winton Rugby Centre, Nassau |
| 26 października 2008 |        | 47:0 |         | Winton Rugby Centre, Nassau |

### Plate
| 26 października 2008 | Bahamy | 17:5 | Meksyk | Winton Rugby Centre, Nassau |
| 26 października 2008 |        | 17:5 |        | Winton Rugby Centre, Nassau |

| 26 października 2008 | Meksyk | 5:0 | Barbados | Winton Rugby Centre, Nassau |
| 26 października 2008 |        | 5:0 |          | Winton Rugby Centre, Nassau |

| 26 października 2008 | Bahamy | 19:5 | Barbados | Winton Rugby Centre, Nassau |
| 26 października 2008 |        | 19:5 |          | Winton Rugby Centre, Nassau |

## Faza pucharowa

### Mecz o 7. miejsce
| 26 października 2008 | Bahamy | 5:0 | Meksyk | Winton Rugby Centre, Nassau |
| 26 października 2008 |        | 5:0 |        | Winton Rugby Centre, Nassau |

### Mecz o 5. miejsce
| 26 października 2008 | Trynidad i Tobago | 24:0 | Kajmany | Winton Rugby Centre, Nassau |
| 26 października 2008 |                   | 24:0 |         | Winton Rugby Centre, Nassau |

### Cup
|  |                      |                   |           |                      |    |                   |                   |       |
|  | Półfinały            | Półfinały         | Półfinały |                      |    | Finał             | Finał             | Finał |
|  | Półfinały            | Półfinały         | Półfinały |                      |    | Finał             | Finał             | Finał |
|  | 26 października 2008 |                   |           |                      |    |                   |                   |       |
|  |                      |                   |           |                      |    |                   |                   |       |
|  | Stany Zjednoczone    | Stany Zjednoczone | 55        |                      |    |                   |                   |       |
|  | Stany Zjednoczone    | Stany Zjednoczone | 55        | 26 października 2008 |    |                   |                   |       |
|  | Bermudy              | Bermudy           | 0         |                      |    |                   |                   |       |
|  | Bermudy              | Bermudy           | 0         |                      |    | Stany Zjednoczone | Stany Zjednoczone | 21    |
|  | 26 października 2008 |                   |           |                      |    | Stany Zjednoczone | Stany Zjednoczone | 21    |
|  |                      |                   | Kanada    | Kanada               | 12 |                   |                   |       |
|  | Kanada               | Kanada            | Kanada    | Kanada               | 12 | 42                |                   |       |
|  | Kanada               | Kanada            |           |                      |    |                   |                   |       |
|  | Gujana               | Gujana            | 0         |                      |    |                   |                   |       |
|  | Gujana               | Gujana            | 0         | Mecz o 3. miejsce    |    |                   |                   |       |
|  |                      |                   |           |                      |    |                   |                   |       |
|  | 26 października 2008 |                   |           |                      |    |                   |                   |       |
|  |                      |                   |           |                      |    |                   |                   |       |
|  | Gujana               | Gujana            | 42        |                      |    |                   |                   |       |
|  | Gujana               | Gujana            | 42        |                      |    |                   |                   |       |
|  | Bermudy              | Bermudy           | 0         |                      |    |                   |                   |       |
|  | Bermudy              | Bermudy           | 0         |                      |    |                   |                   |       |

| 26 października 2008 | Stany Zjednoczone | 55:0 | Bermudy | Winton Rugby Centre, Nassau |
| 26 października 2008 |                   | 55:0 |         | Winton Rugby Centre, Nassau |

| 26 października 2008 | Kanada | 42:0 | Gujana | Winton Rugby Centre, Nassau |
| 26 października 2008 |        | 42:0 |        | Winton Rugby Centre, Nassau |

| 26 października 2008 | Stany Zjednoczone | 21:12 | Kanada | Winton Rugby Centre, Nassau |
| 26 października 2008 |                   | 21:12 |        | Winton Rugby Centre, Nassau |

| 26 października 2008 | Gujana | 42:0 | Bermudy | Winton Rugby Centre, Nassau |
| 26 października 2008 |        | 42:0 |         | Winton Rugby Centre, Nassau |

## Klasyfikacja końcowa
| Miejsce | Reprezentacja     | Uwagi                |
| ------- | ----------------- | -------------------- |
| 1       | Stany Zjednoczone | awans na PŚ 2009     |
| 2       | Kanada            | awans na PŚ 2009     |
| 3       | Gujana            | mistrzostwo Karaibów |
| 4       | Bermudy           | -                    |
| 5       | Trynidad i Tobago | -                    |
| 6       | Kajmany           | -                    |
| 7       | Bahamy            | -                    |
| 8       | Meksyk            | -                    |
| 9       | Barbados          | -                    |